# Aethalops aequalis
Aethalops aequalis is een zoogdier uit de familie van de vleerhonden (Pteropodidae). De wetenschappelijke naam van de soort werd voor het eerst geldig gepubliceerd door G.M. Allen in 1938.